# 中世纪的意大利

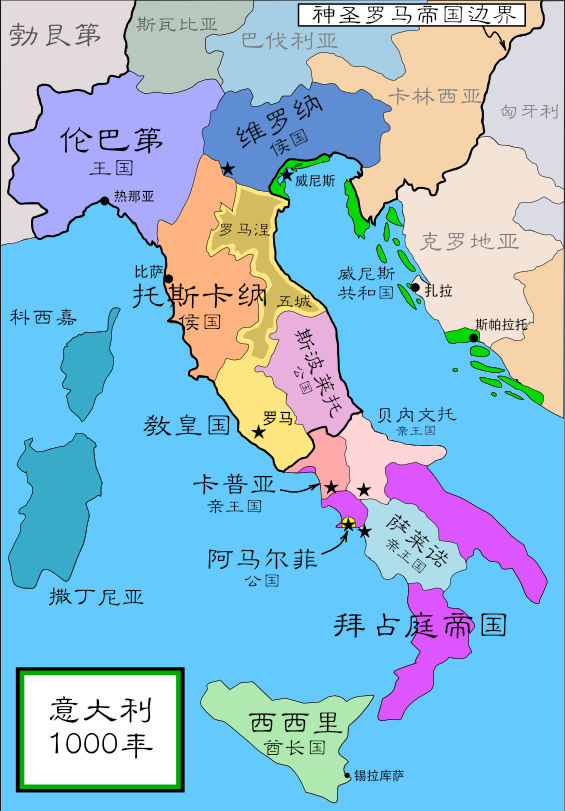
公元1000年的意大利

中世纪的意大利指的是公元476年西罗马帝国灭亡至文艺复兴前期这一期间内的意大利。

## 中世纪早期

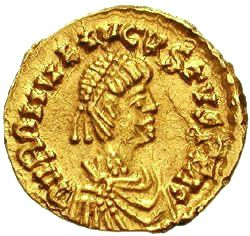
罗慕路斯，最后一位西罗马帝国皇帝

### 西罗马帝国的覆灭
在承受了长时间国内腐朽的政治、经济问题侵蚀，以及民族大迁徙所带来的频繁的外蛮入侵洗劫之后，内忧外患已久的西罗马帝国最终崩溃。西元476年，最后一位皇帝罗慕路斯·奥古斯都被日耳曼人奥多亚塞所推翻。宣称效忠东罗马帝国皇帝芝诺的奥多亚塞还从汪达尔人手中夺得西西里岛，并与入侵亚平宁半岛的其他日耳曼部落作战，把曾经作为罗马共和国和罗马帝国统治核心的意大利掌握在自己手中。

### 外族迁入

#### 东哥特王国

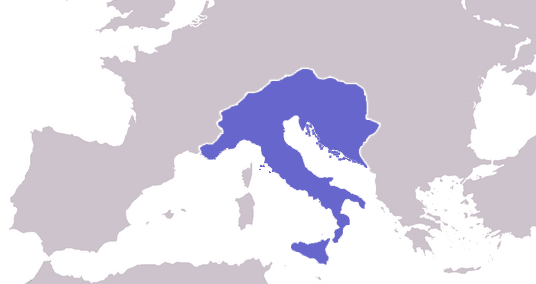
全盛时的东哥特王国

奥多亚塞的统治只持续了17年。东哥特人领袖狄奧多里克受拜占庭的命令于488年入侵了意大利。493年，狄奧多里克在宴会上诱杀了奥多亚塞，成为意大利新的统治者。虽然理论上狄奧多里克只是君士坦丁堡管辖下的一个副王，但他所建立的这个定都拉文纳的东哥特王国，实际上是一个独立的，能与其宗主分庭抗礼的强大势力。狄奧多里克大帝虽然是个文盲，但他在拜占庭宫廷中长大的经历使其成为一个开明的领导。在他的统治下，信仰阿里乌教派的东哥特人和天主教基督徒们和睦相处，长期遭受战乱的亚平宁半岛恢复了一定的繁荣。

#### 哥特战争

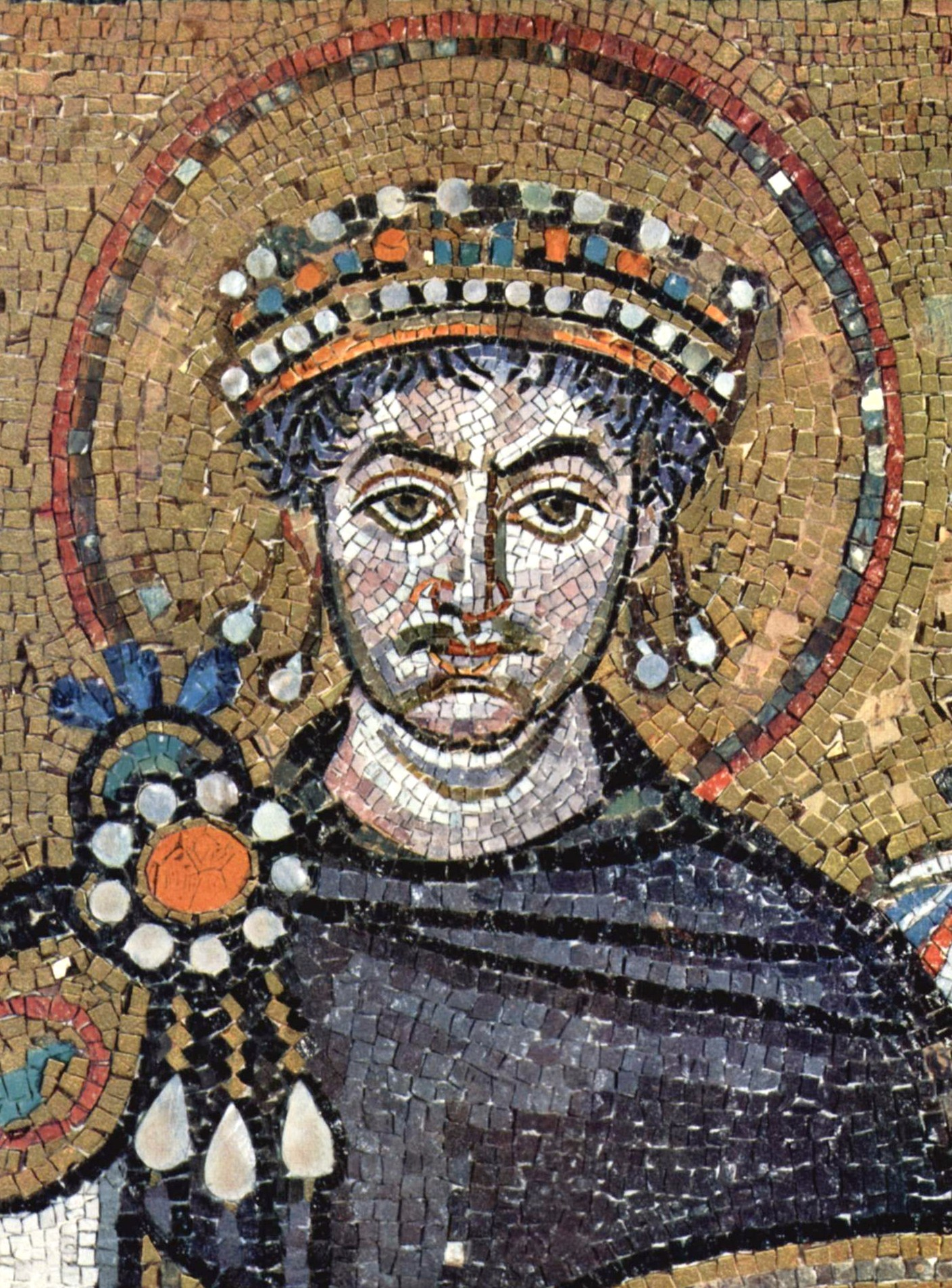
拜占庭皇帝查士丁尼一世，终其一生都想把意大利半岛统治在自己的权威之下

狄奧多里克死后不久，拜占庭新的皇帝查士丁尼一世就着手试图恢复罗马帝国的战争。535年，也就是在灭亡汪达尔王国次年，他派贝利萨留进攻东哥特王国，很快就占领了西西里岛。一年后，那不勒斯和罗马也被攻占。537年，东哥特新国王维蒂吉斯举兵反扑，但未能夺回罗马，反而在538年被拜占庭军队占领米兰。540年，贝利萨留占领了拉文纳，并俘获维蒂吉斯。此后查士丁尼一世对贝利萨留产生嫌隙，将其调往对抗波斯的战场直至544年。546年，新国王托提拉率兵重夺罗马，此后这座城市在两方几经易手。最后两位东哥特国王，托提拉和德亚分别战死于552年和553年，东哥特王国灭亡。惨烈的战争再次重创意大利，也以拜占庭重夺亚平宁告终。

#### 伦巴底王国
查士丁尼在西欧的战果也没有保持多久，他死后仅三年，伦巴底人就越过阿尔卑斯山，攻占意大利北部的波河平原，建立起伦巴底王国。此时，拜占庭仍控制着亚得里亚海沿岸的包括拉文纳在内的一系列城市，以及意大利南部的大部分地区。在很长一段时间内，亚平宁半岛形成了伦巴底人控制北部，罗马教宗和拜占庭帝国控制南部的局面。728年，伦巴底国王曾将拉丁地区的一些城镇献给教宗，这成为后来的教宗国立国之基石。8世纪中期，伦巴底人继续南攻，将拜占庭的控制区缩小至半岛南端的小小一角。

### 法兰克-教会同盟

#### 丕平献土

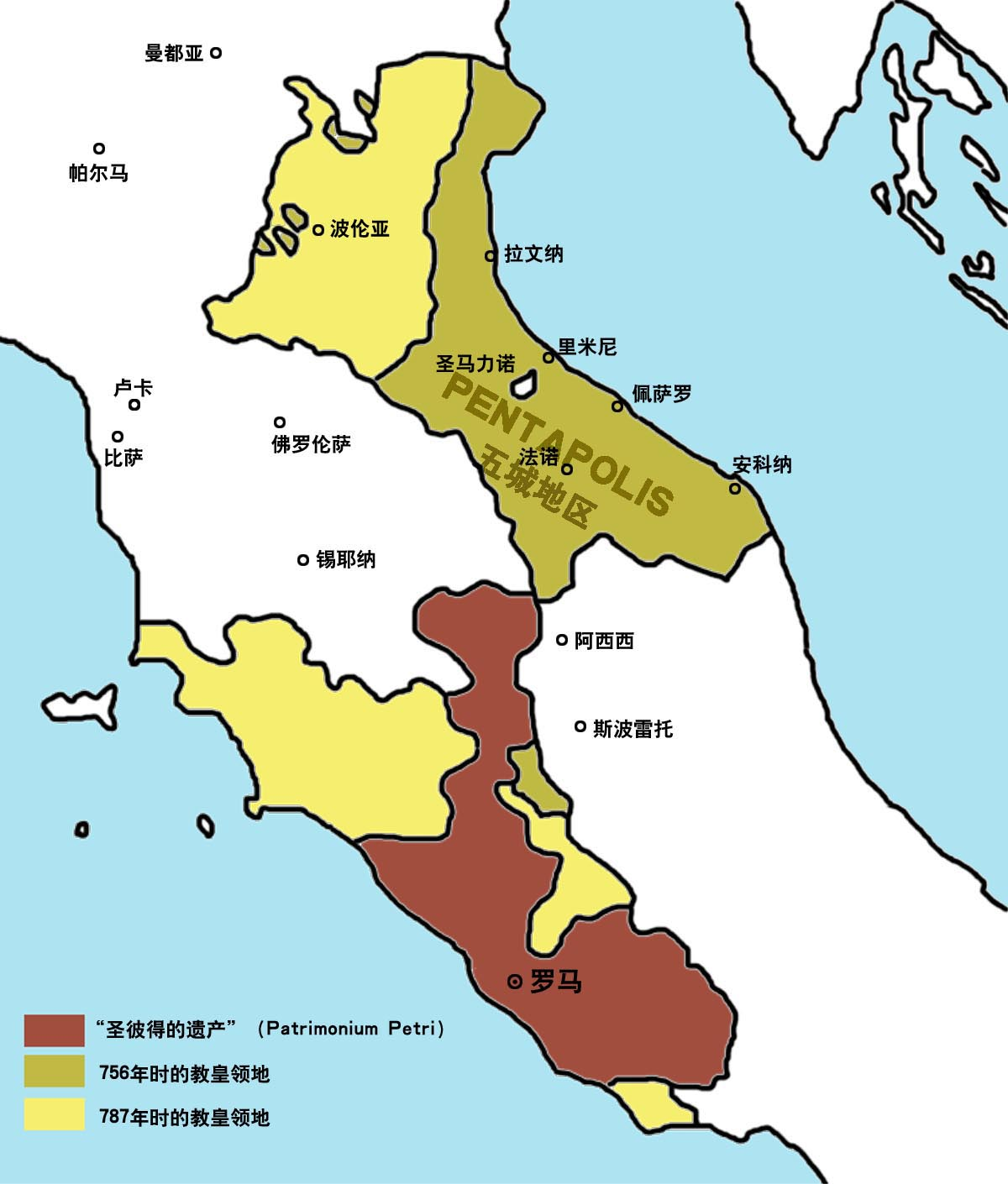
早期教皇国领地

伦巴底人在意大利的扩张损害了教宗的世俗权力。751年，伦巴底人占领拉文纳，使得教宗地位岌岌可危。教宗斯德望二世向法兰克王国求救。矮子丕平于754年率兵进军意大利，与伦巴底人作战，到了756年已平定意大利北部和中部的大部分地区。丕平将夺回的一些土地献给教宗，史称“丕平献土”，自此从拉文纳到罗马的大片领土便划为教宗辖区，教宗国形成。丕平献土为日后欧洲世界君权和教权的冲突带来了问题。

#### 查理曼帝国的统治

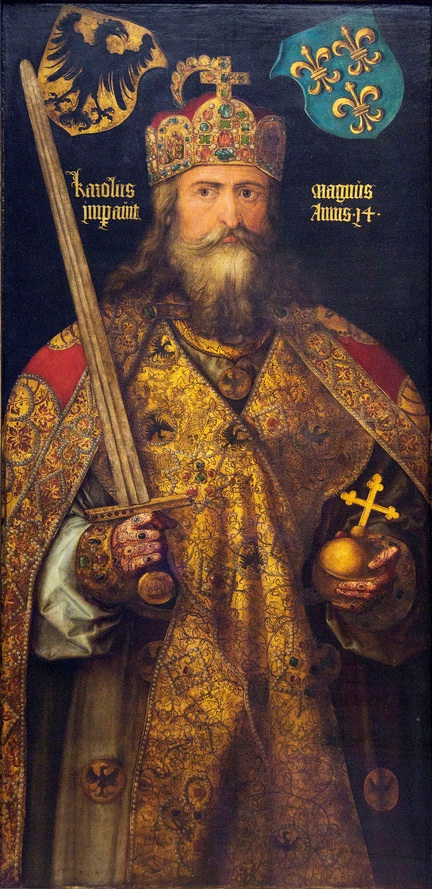
查理大帝，他将势力扩展至意大利

774年，丕平的儿子查理大帝攻陷伦巴底首都帕维亚，俘虏国王狄西德里乌斯。查理兼任法兰克和伦巴第国王，而伦巴底人则结束了他们对意大利的统治。800年，查理再次应教皇要求，进军意大利，平定贵族叛乱，而后在12月25日于聖伯多祿大殿受教宗良三世加冕“罗马人的皇帝”，法兰克王国摇身变成“罗马帝国”。

### 中法兰克王国
查理曼大帝的三个孙子瓜分了查理曼帝国广袤的土地。843年三人签订《凡尔登条约》，其中长孙洛泰尔继承了罗马皇帝的头衔，以及尼德兰、勃艮第、普罗旺斯和意大利北部的土地，称中法兰克王国。由于地理等等限制，实际上这是一个并不可能统治得好的王国。洛泰尔死后，王国的北部地区进一步被他兄弟所建立的两个王国所吞并，只剩下今天意大利北部的地区。

### 萨拉森海盗和马扎尔骑兵
7世纪，伊斯兰教出现在阿拉伯半岛。这种宗教不仅催生了新的文化，也以惊人的速度传播与扩张。在仅百余年时间内，阿拉伯帝国就占有了罗马帝国和拜占庭帝国所曾经拥有的近东、北非和伊比利亚。827年始，穆斯林自突尼斯出发远征西西里。到843年，岛上的大部分地区被占领。此后约两个世纪内，西西里岛成为伊斯兰世界的一部分，撒丁岛也不例外。穆斯林还以在西西里和普罗旺斯的殖民地为跳板，掠夺意大利沿岸城市，抢劫船只，甚至进犯罗马，破坏教堂。西欧人称他们为“萨拉森人”。洛泰尔的儿子，继承皇位的路易二世承担起了对付萨拉森人的重担，但本尼凡多的公爵们为了自身的利益并不支持他，例如那不勒斯、阿马尔菲等海滨城市的伦巴底贵族继续同穆斯林通商甚至联盟，因而路易二世的努力并没有收回成效。城市人民和教会成为了反抗的主力军。教宗良四世和教会所领导的南方共和国联盟反而在奥斯提亚取得了一场海战的辉煌胜利。
另一个方向，马扎尔人游牧骑兵也在10世纪上半叶频繁袭击法兰克，掠夺伦巴底、利古里亚等地。直到奥托大帝在955年大败马扎尔军队后才基本终止他们的侵略。

## 中世纪中期

### 神圣罗马帝国的成立

#### 奥托大帝
萨克森统治者奥托一世于951年穿过伯伦纳山口，征服伦巴底，娶了洛泰尔二世的遗孀阿德莱德，取得意大利王位。955年，奥托打败马扎尔骑兵，使意大利北部恢复和平。962年，教宗若望十二世为其加冕神圣罗马帝国皇帝。不过不久之后，奥托卷入并利用同拜占庭帝国的冲突，确定了自身的特权：963年，奥托废黜若望十二世，立良八世为教宗，开启了历史上皇帝与教宗长期斗争的序幕。

#### 自治城邦的发展

意大利四个主要的海上共和国的徽章

奥托大帝死后，其继承者奥托二世及奥托三世都以强大的皇权在一种模糊的主权之下将德国和意大利在同一君主统治下联合起来。这为意大利（主要是指北部地区）创造了一个较安全的环境，意大利的自治城邦迅猛发展，商业复兴和市民生活范围的扩展得以实现。热那亚、比萨的商人们联系着地中海各地的贸易网，并组建舰队与穆斯林抗衡，1016年，联合舰队将萨拉森人驱赶出撒丁岛。南意大利的阿马尔菲、那不勒斯也开始发展航海事业。亚得里亚海北岸的威尼斯共和国在当时发展成为西方基督世界最强盛的商业中心，并建立起地中海上的海上霸权。這樣的霸權經過1253-1381年的威熱戰爭後，藉由打敗熱那亞而更加鞏固。此時原來的四大海上共和國，只剩威尼斯常保強大的海軍與海權。

### 诺曼统治下的南部

#### 诺曼雇佣兵
11世纪，一些诺曼骑士来到南意大利。他们在伦巴底人、萨拉森人和希腊人的战争中充当雇佣兵，并以之获取利益。由于在战争中宣布效忠于教宗，1059年诺曼人罗伯特·吉斯卡尔被尼古拉二世封为阿普利亚和卡拉布里亚公爵。之后，诺曼人就扮演着教会同盟者的身份。以圣战的名义，吉斯卡尔和弟弟罗杰一同攻占了亚平宁半岛南部的拜占庭领地和穆斯林占领的西西里岛，控制了巴里、巴勒莫等重要城市。1080年，吉斯卡尔在教宗的支持下攻打拜占庭，大军势如破竹，期间因額我略七世与亨利四世的斗争而被召回。

#### 西西里王国的建立

1154年的西西里王国

1130年，诺曼人在成立了西西里王国，定都巴勒莫，吉斯卡尔的侄子罗杰二世加冕为西西里国王。这个囊括了意大利南部以及西西里岛的诺曼王国有着复杂的行政制度，也融合了此地多样的文化元素。在罗杰大帝的统治下，拉丁、拜占庭和伊斯兰文化和谐共处，异常繁荣。

### 霍亨斯陶芬王朝

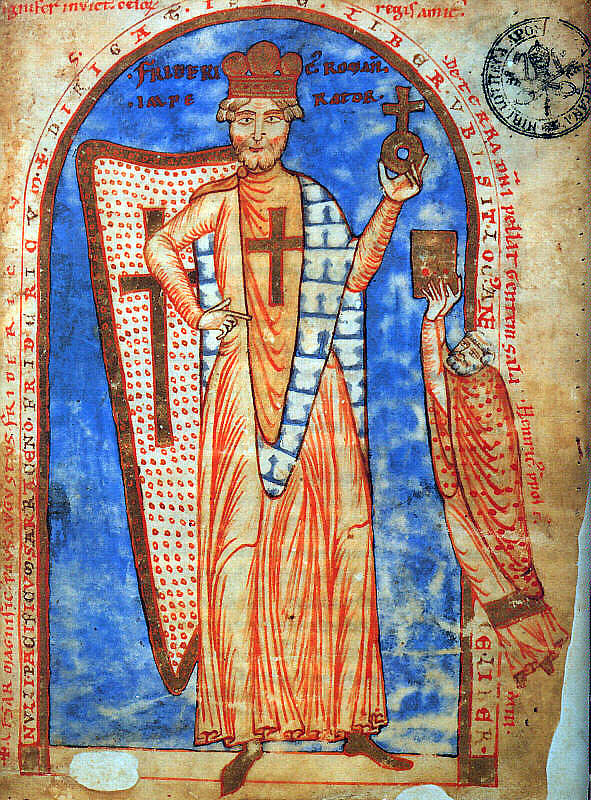
“红胡子”腓特烈

神圣罗马帝国霍亨斯陶芬王朝皇帝腓特烈一世对在意大利建立和巩固皇帝的权威非常感兴趣。他长期用兵，一度征服伦巴底诸城邦。1176年，腓特烈一世被伦巴底联盟击败，被迫于1183年承认地方城市的自治权。尽管如此，神圣罗马帝国皇帝的宗主国依旧被确立。西西里国王古列尔莫二世还将自己的姑母也是唯一的合法王位继承人科斯坦察公主嫁给了腓特烈的在世长子海恩里希。
1189年，古列尔莫二世去世。作为西西里王位继承人，海恩里希认为这是获得教宗国以南领土的好机会。但西西里王国另立古列尔莫二世的私生堂兄莱切伯爵坦克雷迪为国王。在与德意志诸侯狮子亨利议和后，1191年，海恩里希和科斯坦察被教宗雷定三世加冕为帝国皇帝亨利六世和皇后，随即入侵西西里王国，但亨利六世在围攻那不勒斯未果后因受困于瘟疫和内乱而撤军，皇后科斯坦察更一度反遭娘家人俘虏；三年后坦克雷迪去世，亨利六世再次南征，终于从其子古列尔莫三世手中取得王位。霍亨斯陶芬王朝接替了诺曼人，开始统治半岛南部和西西里岛。

### 教会的蹿升

#### 英诺森三世

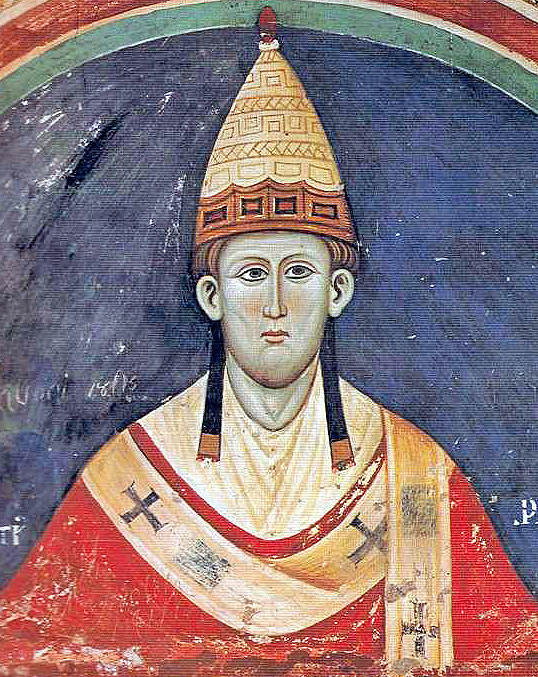
英诺森三世

自11世纪良九世、額我略七世等教宗的改革之后，教宗选举制度被规范化，教宗对整个教会体系建立了稳固的控制。到了12世纪，天主教会发展成为一个庞大而复杂的政治机构，罗马教廷意图加强对基督世界的领导。英诺森三世是一位法学家，有着精明的才智和高明的手腕。他在位期间，成功的驯服了欧洲各大君主，使英格兰、法兰西、匈牙利、葡萄牙和阿拉贡成为教宗封地。在处理日耳曼皇位继承问题上，英诺森先支持不伦瑞克的奥托，在其废约后又转而支持霍亨斯陶芬家族的腓特烈二世，以战争和换取支持的条件来直接削弱日耳曼诸侯的实力，也将教宗国南北两面的统治权分离开来，而且提高了教宗的权威。

#### 腓特烈二世

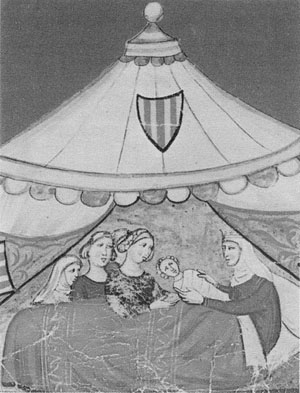
亨利六世之子腓特烈二世的诞生，他的童年受教皇庇护

尽管腓特烈二世最终当上了皇帝，但由于混乱的战争以及下降了的权威，他的祖父腓特烈一世所建立的成果已消耗殆尽。在英诺森三世去世后，腓特烈决定收回对教会的承诺，拒绝放弃西西里王国，并渴望统一亚平宁半岛。但是他的政策和行为激起了伦巴底联盟的反抗，額我略九世与英诺森四世用宗教制裁来限制他的军事行动。1245年，腓特烈二世被英诺森四世开除了教籍，最终死于1250年。

### 西西里晚祷

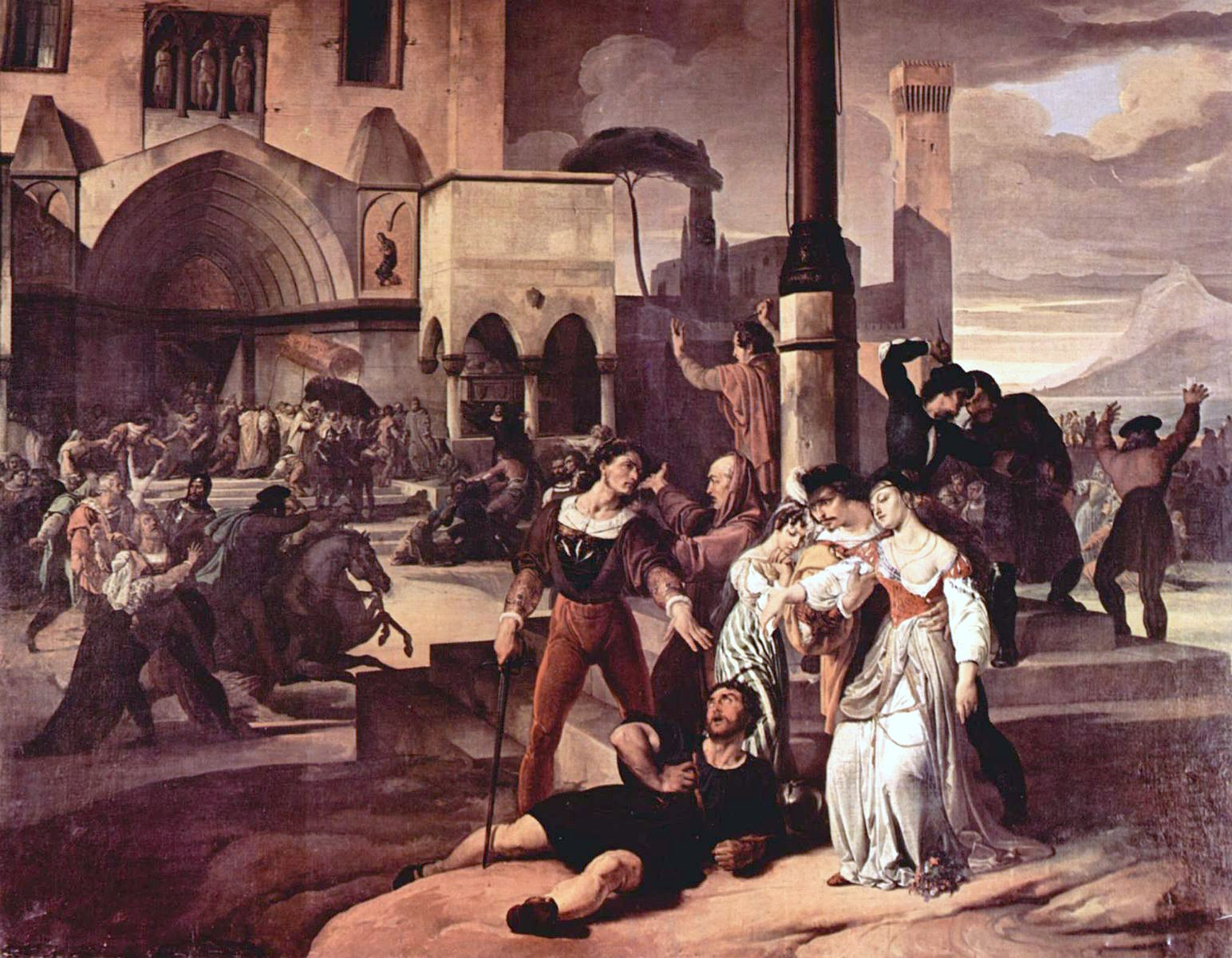
一幅描绘当时情景的油画

为了把霍亨斯陶芬的势力清除，罗马教廷对西西里王国的干预在腓特烈二世死后依旧持续。乌尔巴诺四世将西西里王位送给法王路易九世的弟弟——安茹的查理。1266年，查理击败腓特烈二世的私生子曼弗雷德，建立起一个法国人统治的王朝，称卡洛一世。但是西西里岛上的居民将其视为侵略者，憎恨查理的统治。1282年3月30日复活节星期一，巴勒莫发生了一起少妇在晚祷后被法国士兵骚扰，人们杀死了这名士兵，继而发展成为屠杀法籍居民的事件。袭击法国军队和屠杀法国人的行动很快在全岛展开。西西里人将王位交给阿拉贡的佩德罗三世，阿拉贡军队遂开进西西里，于1282年接管了这个岛屿。佩德罗兼任西西里国王，称彼得罗一世。但是卡洛一世维持着对亚平宁半岛南部的统治，被后世称为那不勒斯王国。为了争夺整个王国，阿拉贡和安茹王朝持续了20余年的西西里晚祷战争。曾经作为欧洲最富裕的西西里王国，不仅被分裂成两块，且被战争损耗得一贫如洗。

## 中世纪晚期

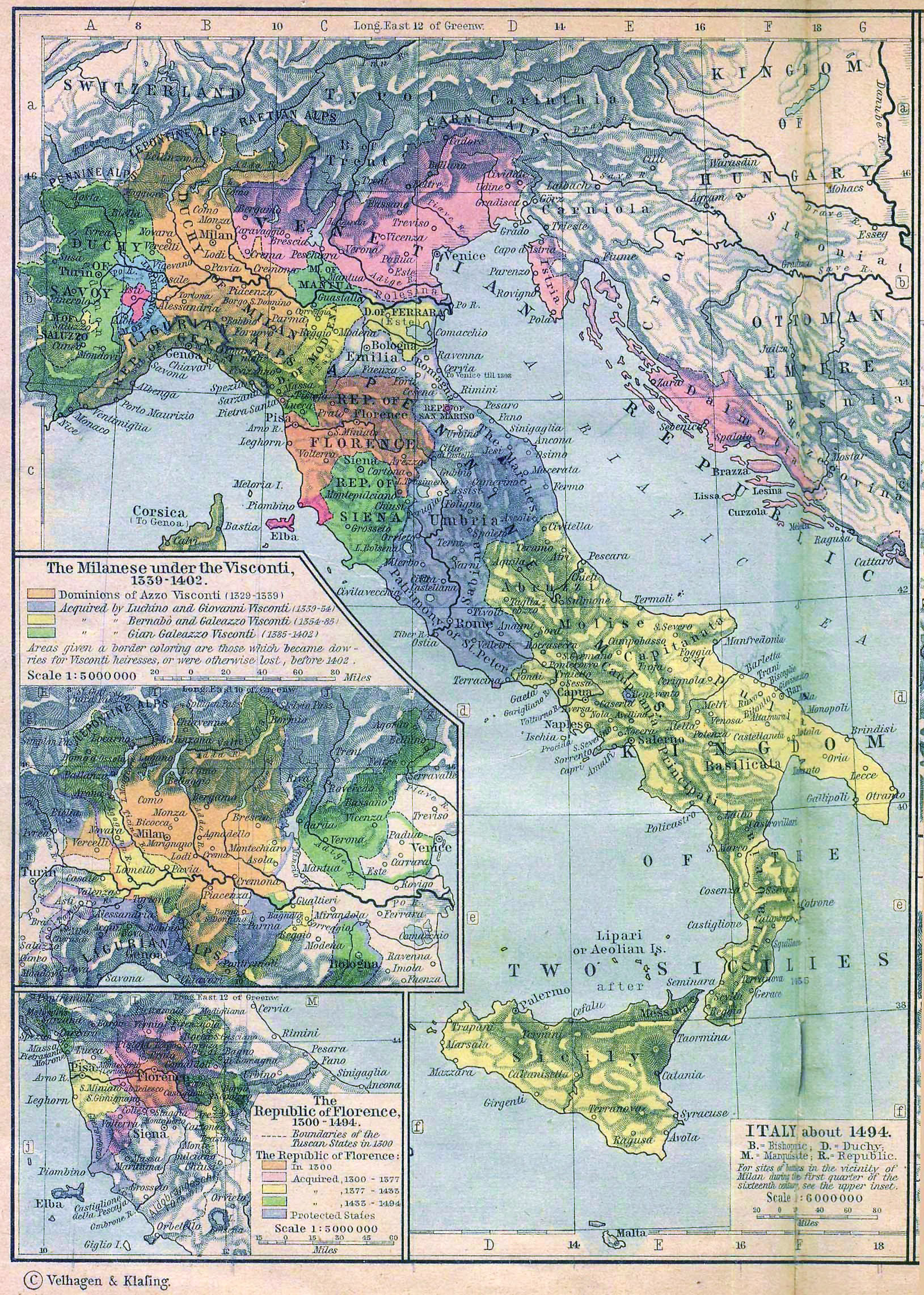
1494年的意大利

### 亚平宁诸国
中世纪晚期，意大利及其散乱的政治状况稍微改善了一些，许多小城邦被较大城邦所兼并或控制。半岛上发展出五个主要的政治实体：佛罗伦萨、米兰、威尼斯三个城邦及那不勒斯王国、教皇国。北部的诸城邦由于商业的繁荣而较为富庶，而南部——虽然在15世纪中期那不勒斯王国与西西里短暂地统一于阿拉贡手中，却已经变得十分贫穷。

### 文艺复兴的开始
14世纪，文艺复兴首先在意大利兴起。意大利产生了但丁、彼特拉克、薄伽丘等伟大的作家，乔托、波提切利，达·芬奇、米开朗基罗和拉斐尔更被称为文艺复兴三杰。在意大利的影响下，文艺复兴逐渐扩展到西欧各国，借古典文化来宣扬人文主义，推动了人们思想的变化。